# Abdülmecid II
Abdülmecid II (in turco ottomano: عبد المجید ثانی `Abdü’l-Mecîd-i-sânî; in turco moderno: II. Abdülmecid; Istanbul, 29 maggio 1868 – Parigi, 23 agosto 1944) è stato l'ultimo califfo della dinastia ottomana, il 101º dopo Abū Bakr, e il 37º capo della casa imperiale ottomana.
Fu l'unico pittore turco membro della dinastia ottomana. Abdülmecid, che divenne l'erede al trono ottomano dopo l'ascesa al trono del figlio di suo zio, Mehmed VI Vahdettin, il 4 luglio 1918, mantenne questo titolo fino all'abolizione del sultanato il 1º novembre 1922. Fu eletto califfo dalla Grande Assemblea Nazionale Turca il 18 novembre 1922. Portò il titolo di "califfo" fino al 3 marzo 1924, quando fu adottata la legge n. 431, che pose ufficialmente fine al califfato ottomano. Passò alla storia come "l'ultimo califfo ottomano".

## Biografia
Nacque il 29 maggio del 1868 a Istanbul, figlio del sultano Abdülaziz e di Hayranıdil Kadın.
Dopo la deposizione di suo padre nel 1876, ricevette un'educazione rigorosa presso la scuola Şehzâdegân nel palazzo di Yıldız sotto la supervisione del sultano Abdülhamid II. Era interessato alla storia e alla letteratura, incline all'apprendimento delle lingue. Imparò l'arabo, il persiano, il francese e il tedesco. Stabilì relazioni con i suoi insegnanti Sanâyi-i Nefîse, Osman Hamdi Bey e prese lezioni di pittura da Salvatore Valeri. Fu legato da affettuosa amicizia con Fausto Zonaro, dal quale prese lezioni di pittura e acquistò alcune opere del periodo italiano.
Continuò a vivere in casa con la sua famiglia nella sua villa fino alla proclamazione della seconda era costituzionale. Dopo la proclamazione del nuovo regime, sostenne molte istituzioni civili e sociali stabilite nel paese. Era il principale sostenitore dell'Unione delle donne armene e presidente onorario della Crescent Society.
Era strettamente legato alla pittura e alle arti musicali e fu tra i pionieri della pittura turca. Inoltre, fu presidente onorario della Società dei pittori ottomani, fondata nel 1909. Una delle opere di Abdülmecid Efendi, che è noto per aver inviato i suoi dipinti a varie mostre in Turchia e all'estero, è stata esposta nella grande mostra annuale di Parigi; i suoi dipinti Beethoven nell'Harem, Goethe nell'Harem, Yavuz Sultan Selim furono esposti alla mostra dei pittori turchi a Vienna nel 1917. Ha avuto particolare successo nel campo della ritrattistica. Uno dei suoi ritratti più importanti è quello del famoso poeta del suo tempo, Abdülhak Hamit Tarhan. I ritratti di sua figlia Dürrüşehvar Sultan e di suo figlio Şehzade Ömer Faruk sono tra le sue opere più note. I tentativi della Società dei pittori ottomani di pubblicare giornali, mostre Galatasaray, l'istituzione dell'Atelier Şişli, la mostra di Vienna, la borsa di studio di Hüseyin Avni Lifij a Parigi sono tra gli eventi artistici che ha sostenuto.
Abdülmecid, che era molto interessato alla musica e alla pittura, studiò con il pianista ungherese Géza de Hegyei e il virtuoso del violino Carl Berger dopo aver preso le sue prime lezioni di musica da Feleksu Kalfa. Abdülmecid, che suonava il violino, il pianoforte, il violoncello e il clavicembalo, nascose il suo prezioso pianoforte costruito nel 1911 con il suo nome scritto in vecchie lettere turche nella stanza 48 del Palazzo Dolmabahçe. È noto per aver composto un gran numero di composizioni, ma poche delle sue opere sono state trovate.

### Linea di successione alla corona

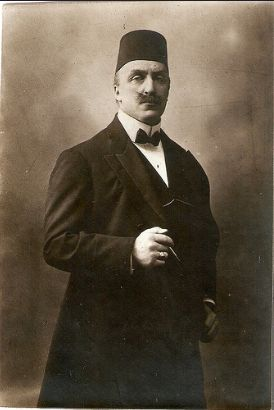
Şehzade Abdülmecid Efendi, nel 1914

Dopo l'incidente del 31 marzo, Abdulhamid II fu detronizzato. Il principe ereditario, Şehzade Mehmed Reşad, salì al trono come sultano Mehmed V, mentre il fratello maggiore di Abdülmecid, Şehzade Yusuf Izzeddin, divenne l'erede. Dopo che Yusuf İzzeddin si suicidò nel 1916, Şehzade Mehmed Vahdettin, uno dei figli del sultano Abdülmecid I, fu nominato principe ereditario. Alla morte di Mehmed V Reşad nel 1918 e all'ascesa al trono di Vahdettin come sultano Mehmed VI, Şehzade Abdülmecid fu dichiarato erede.
Quando Istanbul era sotto occupazione alla fine della prima guerra mondiale, il principe ereditario Abdülmecid Efendi inviò layihas criticando il governo di Damat Ferit Pasha al sultano. Dopo l'istituzione del governo di Ali Rıza Pascià invece del governo di Damat Ferit, cambiò il suo atteggiamento di opposizione nei confronti di Vahdettin e accettò il matrimonio tra Şehzade Ömer Faruk Efendi con Sabiha Sultan, la figlia minore di suo zio Vahdeddin.
Il 13 gennaio 1920, seguì il Sultanahmet Rally, che si tenne con una grande partecipazione di circa 150.000 persone, dalla sua auto e fece un breve discorso che entusiasmò i giovani che lo avvicinavano.

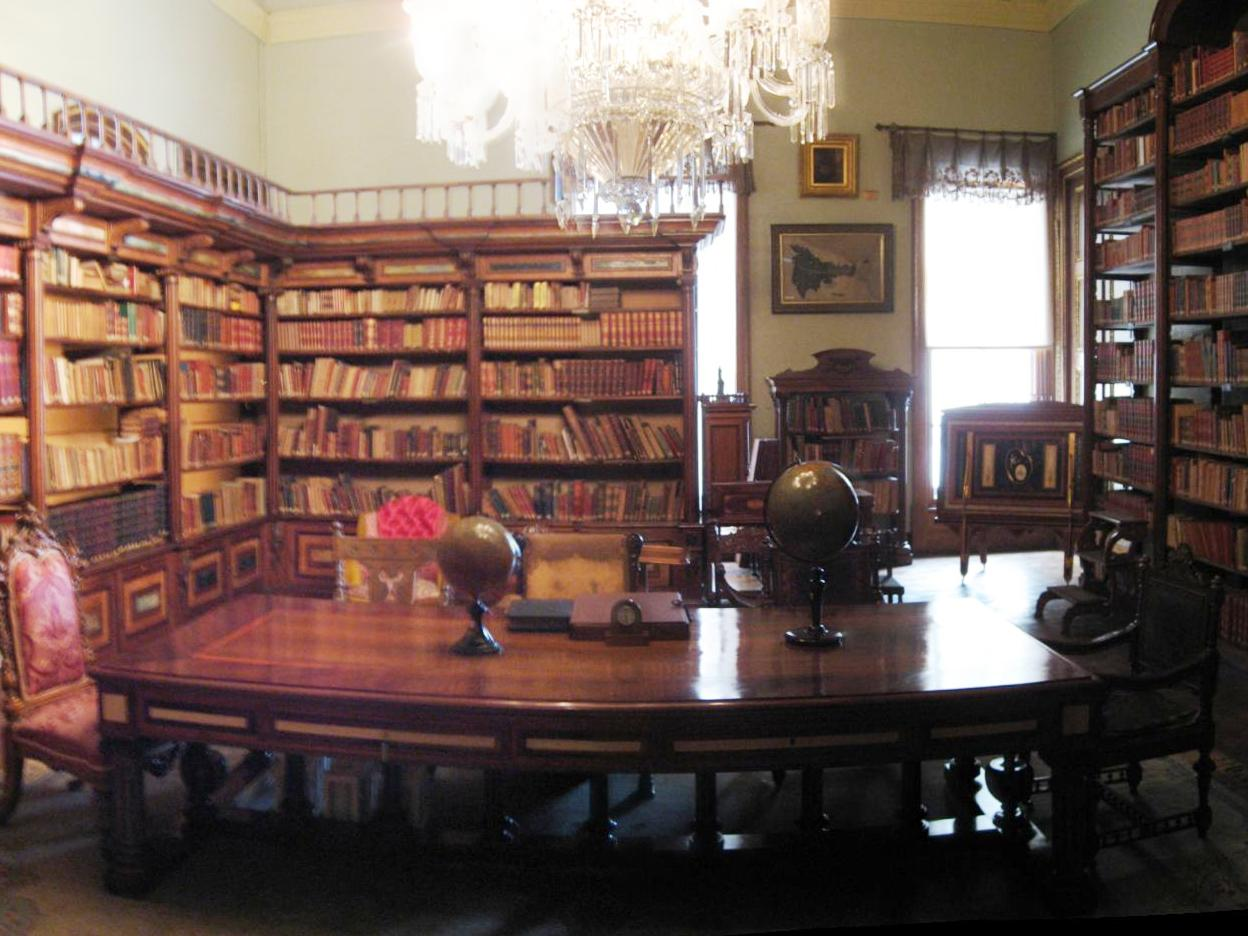
Biblioteca nel palazzo di Dolmabahçe

Il movimento Kuva-yi Milliye, che si organizzò in Anatolia per salvare il paese dalle invasioni, non rispose positivamente quando lo invitò ad Ankara nel luglio 1920 attraverso uno dei suoi ex aiutanti di campo Yumni Bey. Quando il suo contatto con Ankara fu riferito dal sultano Mehmed Vahdettin, fu prelevato dal suo ufficio della corona a Çamlıca e tenuto in custodia per 38 giorni nel suo appartamento privato a Dolmabahçe.
Quando Mustafa Kemal, il leader del movimento di liberazione, scrisse un'altra lettera nel febbraio 1921 e gli offrì il sultanato, Abdülmecid rispose ancora una volta "no". Mandò invece suo figlio Ömer Faruk ad Ankara, ma Mustafa Kemal non accettò Ömer Faruk e lo rimandò indietro. Abdülmecid Efendi tentò attraverso Fevzi Pascià di attraversare l'Anatolia alla fine del 1921. La questione fu discussa in Assemblea e non venne ritenuta appropriata.

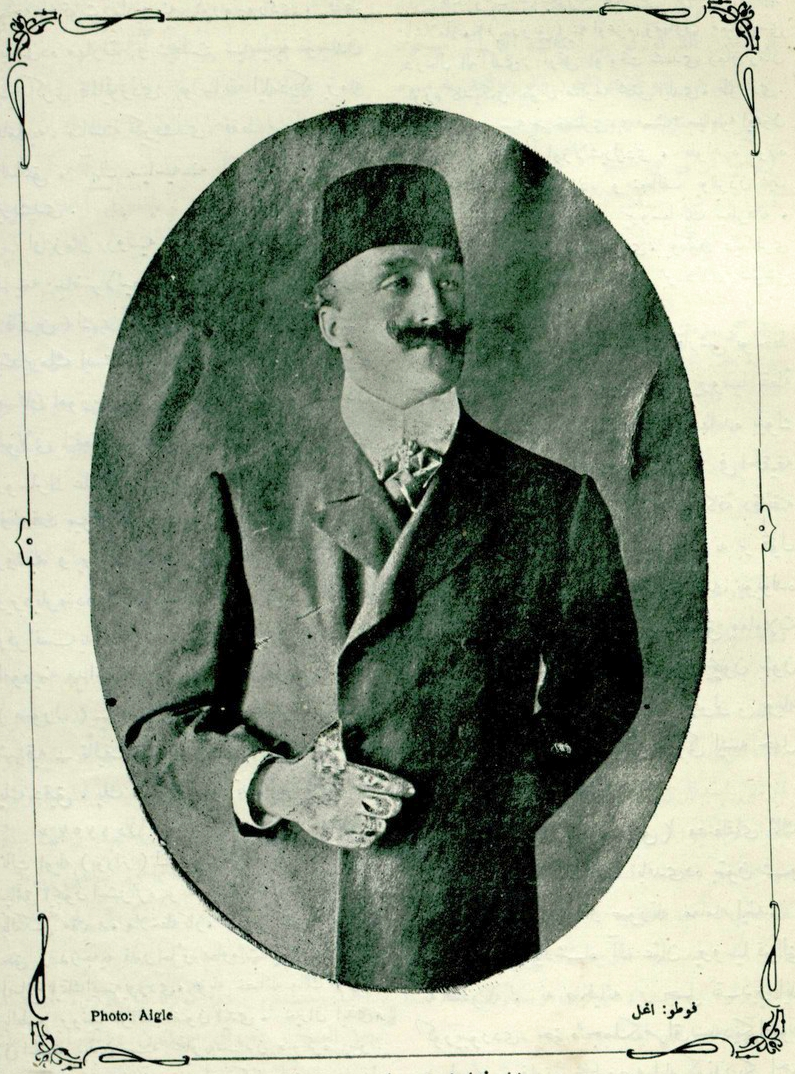
Şehzade Abdülmecid Efendi nella rivista Illustrated Book dell'ottobre 1908

Dopo la disputa iniziata con l'invito dei governi di Ankara e Istanbul alla conferenza di pace che si sarebbe tenuta dopo la vittoria della guerra d'indipendenza, la Grande Assemblea Nazionale turca abolì il sultanato con la legge adottata il 1º novembre 1922. Con l'abolizione del sultanato, il titolo di erede di Abdülmecid fu perso.

### Califfato
Quando Vahdettin, il cui regno gli fu tolto e la cui accusa di "tradimento-i vataniyye" fu decisa, lasciò la Turchia nella notte tra il 16 e il 17 novembre 1922 con la corazzata britannica HMS Malaya, la Grande Assemblea Nazionale turca stabilì che la carica di califfato era vacante. Il 18 novembre, il Majlis elesse Abdülmecid come califfo. Fu approvato da Mustafa Kemal Atatürk lo stesso giorno e Abdülmecid fu eletto califfo con i voti di 148 dei 162 deputati che parteciparono alle elezioni. Nove deputati si astennero dal voto, e cinque voti furono espressi per Şehzade Mehmed Selim e Şehzade Abdurrahim Hayri, due figli di Abdulhamid II.
Una delegazione di 15 persone elette a sorte sotto la presidenza di Müfid Efendi venne inviata a Istanbul per informare Abdülmecid della decisione della Grande Assemblea Nazionale. Il 24 novembre 1922, una cerimonia di fedeltà ebbe luogo presso l'ufficio di Hirka-i Şerif nel Palazzo Topkapi. Per la prima volta, le preghiere furono offerte in turco anziché in arabo. Nella moschea di Fatih, dove si tennero le preghiere del venerdì, Müfid Efendi lesse per la prima volta un sermone in turco per il nuovo califfo. Nel sermone sull'hadith nel versetto "Siamo passati da un piccolo jihad a uno grande", "il grande jihad" fu interpretato come una guerra contro l'ignoranza. Il nuovo califfo rilasciò una dichiarazione al mondo islamico e ringraziò l'Assemblea che lo aveva eletto.
La Conferenza del Califfato indiano, tenutasi il 21-27 dicembre 1922, confermò e accettò il califfato di Abd al-Majid. Quando la Repubblica fu proclamata il 29 ottobre 1923, la situazione del califfato e del califfo venne all'ordine del giorno. La richiesta del califfo di aumentare i finanziamenti e il permesso di accettare ospiti politici stranieri creò tensioni tra il governo turco e il califfo. Gli anziani dello stato che si riunirono durante i Giochi di Guerra tenutisi a Izmir dal 5 al 20 febbraio 1924 discussero anche la questione del califfato.
Nell'ultima sessione dei negoziati sul bilancio iniziati il 1º marzo 1924, il 3 marzo, fu presentata una mozione dal deputato dell'Urfa Sheikh Saffet Efendi e da 53 dei suoi amici che chiedevano l'abolizione del califfato. La legge sull'abolizione del Califfato e l'espulsione degli Hânedân-ı Osmânî verso i Mammaliki della Repubblica di Turchia (n. 431) fu adottata con il voto di 157 dei 158 membri presenti alla sessione. Con la stessa legge, fu deciso di deportare i membri della dinastia all'estero.

Stemma di Abdülmecid come califfo

### Esilio
La decisione fu riferita ad Abdülmecid dal governatore di Istanbul Haydar Bey e dal direttore della polizia Saadettin Bey. Abdülmecid e la sua famiglia furono segretamente portati dal Palazzo Dolmabahçe a Çatalca in auto alle 05:00 del mattino successivo per evitare che la gente si muovesse. Dopo essere stati intrattenuti dal supervisore della Rumeli Railway Company per un po', salirono sul Simplon Express (ex Orient Express).
Dopo un periodo al Grand Alpine Hotel sulle rive del lago Lemano in Svizzera, si trasferì a Nizza, in Francia, nell'ottobre 1924, dove trascorse il resto della sua vita. Abdülmecid Efendi rilasciò una dichiarazione a Montreux, prima tappa dell'esilio, accusando il governo turco di essere "ladini (irreligiosi, irreligiosi)" e invitando il mondo islamico a prendere decisioni sul califfato. Tuttavia, non ha mai più fatto discorsi simili sulle pressioni di Ankara sulla Svizzera.

### Anni di esilio e morte
Abdülmecid Efendi visse una vita tranquilla a Nizza, in Francia. Sua figlia Dürrüşehvar Sultan e sua nipote Nilüfer Hanımsultan sposarono i figli di Osman Ali Khan, Asif Jah VII, una delle persone più ricche del mondo. In questo modo, la sua situazione finanziaria migliorò. Non riuscendo a trovare l'attenzione che sperava dal mondo islamico sul califfato, si dedicò di più al culto, alla pittura e alla musica.

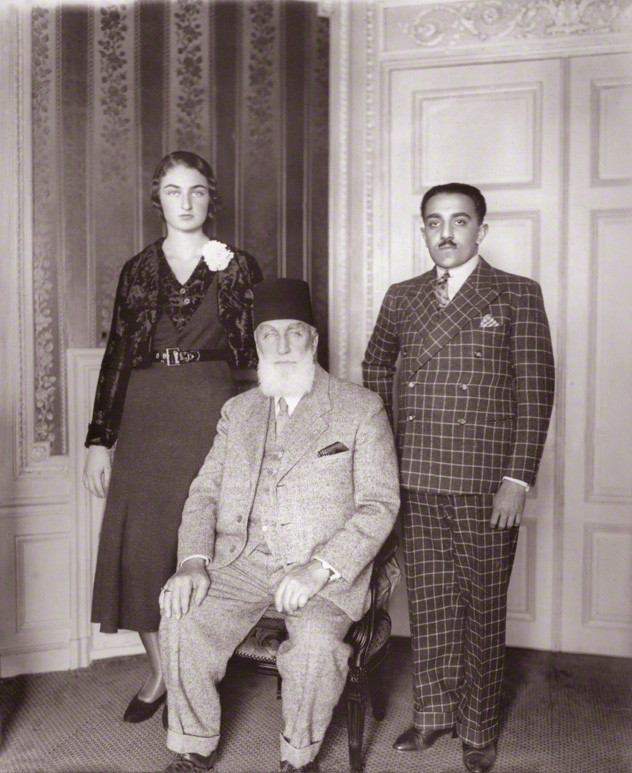
La Dürrüşehvar Sultan, con suo padre Abdülmecid e suo marito Azam Jah

Abdülmecid, che in seguito si stabilì a Parigi, continuò ad applicare insistentemente il protocollo tradizionale della dinastia. Era solito tenere le preghiere del venerdì nella Grande moschea di Parigi. Preparò documenti in cui dichiarava di aver espulso i principi dalla dinastia che si comportavano in modi indecenti. Quando gli fu chiesto di dare una procura congiunta con Vahdeddin come parte dell'unione familiare pianificata per essere formata al fine di beneficiare dei diritti della dinastia sul petrolio iracheno, rifiutò di dare una procura congiunta, sostenendo di essere il califfo e il capo ufficiale della famiglia. Come risultato di questo tentativo, che rimase in divenire, la dinastia non riuscì a ottenere il beneficio sperato.
Dopo la partenza delle sue nipoti, a cui era molto affezionato, che lasciarono la Francia per sposare i principi Kavala d'Egitto, insieme al figlio, trascorse i giorni con le sue mogli. Scrisse un libro di 12 volumi di Memorie conservate da sua figlia Dürrüşehvar Sultan.
Morì di infarto a Parigi il 23 agosto 1944, in esilio, all'età di 76 anni. Nonostante gli sforzi di Dürrüşehvar Sultan in qualità di principessa Berar davanti al presidente İsmet İnönü, il suo corpo non fu accettato in Turchia. Quando il suo corpo non fu portato in Turchia, fu tenuto nella Grande moschea di Parigi per circa 10 anni e dopo che il consiglio di amministrazione della moschea dichiarò che non potevano più tenere il corpo, fu trasferito a Medina, in Arabia Saudita, e sepolto nel cimitero di al-Baqi.

## Famiglia

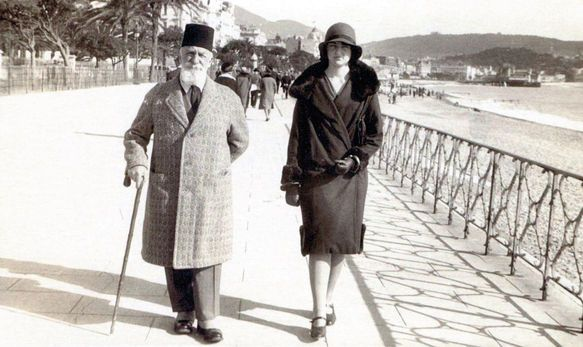
Abdülmecid e sua figlia Dürrüşehvar

### Consorti
Abdülmejid II aveva quattro consorti:
- Şehsuvar Hanım (2 maggio 1881 - 1945). Si sposarono il 22 dicembre 1896 ed ebbero un figlio.
- Hayrünnisa Hanım (2 marzo 1876 - 3 settembre 1936). È nata a Bandırma, in Turchia. Si sposarono il 18 giugno 1902 a Palazzo Ortaköy. È morta a Nizza. Hayrünnisa era estremamente ben istruita e una virtuosa del violoncello. Venne ritratta da suo marito mentre suonava.
- Atiye Mehisti Hanım (27 gennaio 1892 - 1964). È nata ad Adapazarı. Si sposarono il 16 aprile 1912 nel Palazzo Bağlarbaşı ed ebbero una figlia. È morta a Londra.
- Mihrimah Bihruz Hanım (24 maggio 1903 - 1955). È nata a İzmit. Si sposarono il 21 marzo 1921 nel Palazzo Çamlıca. È morta a Istanbul.

### Discendenza
Abdülmecid II aveva un figlio e una figlia:
- Şehzade Ömer Faruk (27 febbraio 1898-28 marzo 1969) - con Şehsuvar Kadın. Si è sposato due volte e ha avuto tre figlie.
- Hatice Hayriye Ayşe Dürrüşehvar Sultan (26 gennaio 1914-7 febbraio 2006) - con Mehisti Kadın. Si è sposata una volta e ha avuto due figli.